# Fasada stolnice v Rouenu (Monet)
Serijo Fasada stolnice v Rouenu (francosko Série des Cathédrales de Rouen) je med letoma 1892-1893 naslikal francoski impresionist Claude Monet. Slike v seriji zajemajo fasado Rouenske stolnice ob različnih časih dneva in leta in odražajo spremembe v njenem videzu pod različnimi svetlobnimi pogoji. 

## Nastanek
Slike Rouenske stolnice, ki jih je bilo več kot trideset, so bile izdelane v letih 1892 in 1893 v Rouenu v Normandiji, nato pa jih je leta 1894 slikar obdelal v ateljeju . Leta 1895 je izbral dvajset najboljših slik iz serije za razstavo v galeriji pariškega trgovca in jih prodal osem pred koncem razstave. Camille Pissarro in Paul Cézanne sta obiskala razstavo in serijo zelo pohvalila.
Zgodovinsko gledano je bila serija izdelana v pravem trenutku. V zgodnjih 1890-ih letih je Francija doživela oživitev zanimanja za katoličanstvo in je bila tema ene od glavnih stolnic dobro sprejeta . Stolnica v Rouenu, zgrajena v gotskem slogu, je poleg verskega pomena predstavljala tudi vse, kar je bilo najboljše v francoski zgodovini in kulturi, saj je bil to arhitekturni slog, ki so ga v številnih evropskih državah občudovali in sprejeli v srednjem veku. 

## Slikanje svetlobe
Ko je Monet naslikal serijo se je že zdavnaj navdušil nad tem, kako svetloba prenaša subjektu izrazito drugačen značaj ob različnih časih dneva in v letu ter pri spreminjanju atmosferskih razmer. Za Moneta so učinki svetlobe na subjekt postali enako pomembni kot subjekt sam. Njegove serije slik, v katerih je naslikal veliko pogledov na isto temo v različnih svetlobnih pogojih, so poskus ponazoritve pomena svetlobe v našem dojemanju subjekta v določenem času in na določenem mestu.
- Rouenska stolnica, zahodna fasada, sončna svetloba
1892
National Gallery of Art
 Washington, D.C.
- Rouenska stolnica. Portal in stolp Saint-Romain, polno sonce; modra in zlata harmonija
1892-1893
Musée d'Orsay
Pariz
- Rouenska stolnica. Portal, jutranje sonce; modra harmonija 
1892-1893
Musée d'Orsay
Pariz
- Rouenska stolnica, fasada (sončni zahod), harmonija v zlatu in modri barvi
1892-1894
Musée Marmottan Monet
Pariz

Robert Pelfrey iz umetnosti in množičnih medijev je napisal:
Z izborom iste teme skozi celo vrsto slik se je Monet lahko osredotočil na snemanje vizualnih občutkov. Subjekti se niso spremenili, vendar so se vizualni občutki - zaradi spremenjenih pogojev svetlobe - nenehno spreminjali.
Serija stolnice ni bila Monetova prva serija slik enega samega subjekta, vendar je bila njegova najbolj izčrpna. Vsebina je bila spremenjena, vendar je pred tem kot serijo Monet slikal predvsem pokrajine. Stolnica mu je omogočila, da je poudaril paradoks med na videz stalno, trdno strukturo in stalno spreminjajočo se svetlobo, ki se nenehno igra z našo percepcijo. Prišlo je do poziva, naj država kupi celotno serijo in jih razstavi kot celoto, vendar se ti pozivi niso upoštevali in je bila serija razdeljena.

## Tehnika
Slikanje stolnice je bila zahtevna naloga tudi za Moneta. Michael Howard v svoji Enciklopediji impresionizma piše:
Kot vedno so mu slike dajale intenzivne težave, ki so ga vrgle v obup. Imel je živahne nočne more stolnice v različnih barvah - rožnato, modro in rumeno - padlo je nanj… [Monet je zapisal:] »Stvari ne napredujejo zelo vztrajno predvsem zato, ker vsak dan odkrijem nekaj, kar nisem videl prejšnji dan. … Na koncu poskušam narediti nemogoče«. 
Monet je ugotovil da je stvar, ki jo je nameraval slikati - svetlobo - zaradi nenehno spreminjajoče se narave in njene skrajne subtilnosti, skoraj nemogoče zajeti. Vendar mu je pomagala njegova sposobnost, da hitro zajame bistvo prizora, nato pa ga pozneje zaključi s skico v kombinaciji z njegovim spominom na prizor. Za te slike je uporabil debele plasti bogato teksturirane barve, ki izražajo zapleteno naravo subjekta. Paul Hayes Tucker, Claude Monet: Življenje in umetnost piše:
Monetova občutljivost na naravne učinke, ki jih je opazil, so le eden od dejavnikov, zaradi katerih so te slike tako izjemne; način, kako manipulira s svojim medijem, prispeva tudi k njihovemu veličastju. Za površine teh platen so dobesedno prevlečene barve, ki jih je Monet zgradil po sloju, kot zid iz same fasade. 
Prefinjena prepletenost barv, ostro zaznavanje umetnika in uporaba teksture služijo ustvarjanju niza svetlečih slik v svetlobi in barvnih mojstrovinah, vrednih veličastnosti njihove vsebine.

## Galerija
- Portal in stolp Saint-romain zjutraj, harmonija v modrem
1893
Musée d'Orsay, Pariz
- Rouenska stolnica, fasada (jutranji učinek)
1892-1894
Folkwang Museum
Essen, Nemčija
- Rouenska stolnica, fasada 1
1892-1894
Pola Museum of Art
Hakone, Japonska
- Rouenska stolnica, fasada v soncu
1894
Clark Art Institute
Williamstown, Massachusetts
- Rouenska stolnica, zahodna fasada, 1894, National Gallery of Art
- Rouenska stolnica, zahodna fasada, sončna svetloba, 1894, National Gallery of Art
- Rouenska stolnica - nastavitev sonca (simfonija v sivi in rožnati barvi), 1894, National Museum Cardiff, Velika Britanija
- Rouenska stolnica, fasada in stolp d'Albane. Sivo vreme, 1894, Musée des Beaux-Arts de Rouen
- Rouenska stolnica. Portal in stolp  Saint-Romain, učinek zjutraj; bela harmonija
1892-1893
Musée d'Orsay, Pariz
- Rouenska stolnica, fasada in stolp d'AlbaneI, dolg dan
1892-1894
Beyeler Foundation Museum
Riehen, Švica
- Rouenska stolnica, zahodni portal, dolg dan
1892
Musée d'Orsay, Pariz

## Javno razstavljene
Leta 2018 je Narodna galerija v Londonu razstavila pet slik iz serije, skupaj v eni sobi, za čas trajanja začasne razstave z naslovom Monet & Architecture, ki je bila namenjena uporabi arhitekture Clauda Moneta kot sredstva za strukturiranje in oživitev njegove umetnosti. To se je zgodilo redko, ker noben muzej nima v lasti ali razstavlja več kot tri slike v stalni zbirki. 
Pet razstavljenih slik je predstavljalo primere iz naslednjih zbirk:
- National Museum Cardiff
- Klassik Stiftung Weimar
- Museum of Fine Arts
- Beyeler Foundation
- Undisclosed private collection